# Latkova vas
Latkova vas je naselje v Občini Prebold.